# Robert Johansson
Robert Johansson (Lillehammer, 23 maart 1990) is een Noors schansspringer. 

## Loopbaan
Zijn debuut in de wereldbeker was op 29 november 2013. Zijn beste resultaat was een tweede plaats in de wereldbekerwedstrijd te Innsbruck op 4 januari 2017. Dit was tevens zijn eerste podium in de wereldbeker. In het Vierschansentoernooi van dat seizoen eindigde hij als zesentwintigste.
Op 18 maart 2017 sprong hij een wereldrecord skivliegen, met een afstand van 252 meter. Diezelfde dag nam Stefan Kraft het wereldrecord echter al over met een afstand van 253,5 meter. In 2018 nam Johansson zijn debuut op de wereldkampioenschappen skivliegen. In Oberstdorf werd hij samen met Daniel-André Tande, Johann André Forfang en Andreas Stjernen wereldkampioen in de landenwedstrijd. 
Later dat seizoen maakte Johansson zijn Olympisch debuut tijdens de Olympische Winterspelen 2018 in Pyeongchang. Johansson behaalde meteen een bronzen medaille op de normale schans, achter Olympisch kampioen Andreas Wellinger en zijn landgenoot Johann André Forfang. Samen met Daniel-André Tande, Johann André Forfang en Andreas Stjernen won Johansson Olympisch goud in de landenwedstrijd. Ook op de grote schans behaalde Johansson de bronzen medaille, achter Kamil Stoch en Andreas Wellinger. Op 18 maart 2018 behaalde Johansson zijn eerste zege in een wereldbekerwedstrijd dankzij winst op Vikersundbakken.

## Resultaten

### Olympische Winterspelen
| Jaar | Plaats      | Resultaten                                      |
| ---- | ----------- | ----------------------------------------------- |
| 2018 | Pyeongchang | Normale schans · Grote schans · Landenwedstrijd |

### Wereldkampioenschappen schansspringen
| Jaar | Plaats  | Resultaten                                         |
| ---- | ------- | -------------------------------------------------- |
| 2017 | Lahti   | 16e normale schans                                 |
| 2019 | Seefeld | 16e HS109 · 8e HS 130 · Team HS109 · 5e Team HS130 |

### Wereldkampioenschappen skivliegen
| Jaar | Plaats     | Resultaten                                 |
| ---- | ---------- | ------------------------------------------ |
| 2018 | Oberstdorf | 9e Individuele wedstrijd · Landenwedstrijd |

### Wereldbeker
Eindklasseringen
| Seizoen   | Algm | SV     | 4S  | RAW    |
| --------- | ---- | ------ | --- | ------ |
| 2013/2014 | 61e  | -      | -   |        |
| 2014/2015 | 75e  | -      | -   |        |
| 2015/2016 | 58e  | 31e    | -   |        |
| 2016/2017 | 14e  | 12e    | 26e | 9e     |
| 2017/2018 | 5e   | Zilver | 5e  | Zilver |
| 2018/2019 | 6e   | 12e    | 8e  | Brons  |
| 2019/2020 | 17e  | 7e     | 12e | 6e     |

Wereldbekerzeges
| Datum            | Plaats           | Schans      |
| Individueel      | Individueel      | Individueel |
| ---------------- | ---------------- | ----------- |
| 18 maart 2018    | Vikersund        | HS240       |
| 10 maart 2019    | Oslo             | HS134       |
| Teamwedstrijden  |                  |             |
| 18 maart 2017    | Vikersund        | HS225       |
| 25 maart 2017    | Planica          | HS225       |
| 18 november 2017 | Wisła            | HS134       |
| 25 november 2017 | Kuusamo          | HS142       |
| 9 december 2017  | Titisee-Neustadt | HS142       |
| 10 maart 2018    | Oslo             | HS134       |
| 17 maart 2018    | Vikersund        | HS240       |
| 24 maart 2018    | Planica          | HS240       |
| 9 maart 2019     | Oslo             | HS134       |

### Grand Prix
Eindklasseringen
| Jaar | Plaats |
| ---- | ------ |
| 2016 | 69e    |
| 2017 | 14e    |
| 2018 | 30e    |
| 2019 | 11e    |